# Operace Pavouk
Operace Pavouk (srbochorvatsky Operacija Pauk, Операција Паук) byla série vojenských akcí v severozápadní Bosně, která začala v listopadu 1994 a pokračovala až do prosince 1994. Šlo o společné úsilí Republiky srbské a Republiky Srbská Krajina získat zpět území Autonomní provincie Západní Bosna (APZB), která byla klíčovým spojencem Srbů. Ofenzívě veleli Franko Simatović a Jovica Stanišić. Bosenská centrální vláda předtím území přemohla a obsadila. Ofenzíva skončila vítězstvím Srbů a Autonomní provincie Západní Bosna existovala až do pádu jejího klíčového spojence, Republiky srbská Krajina, a následného konce války.

## Pozadí
5. sbor Armády Republiky Bosna a Hercegovina (ARBiH) pod velením bosenského generála Atifa Dudakoviće a Hamdiji Abdiće provedl 21. srpna 1994 útok na Autonomní provincii Západní Bosna a ve dnech 21. a 22. srpna 1994 ji zcela obsadil. Během této ofenzívy uprchlo kolem 40 000 muslimů loajálních Fikretu Abdićovi do Republiky srbská Krajina. Fikret Abdić, bývalý prezident APZB, již před tím uprchl na území Chorvatska (Republika Srbská Krajina), kde zůstal, dokud nebyla jeho provincie osvobozena a obnovena.